# 칠드런 오브 보돔
칠드런 오브 보돔(Children of Bodom)은 핀란드의 익스트림 메탈 밴드이다. 밴드는 1993년에 결성되었고 현재 구성원으로는 알렉시 라이호 (리드기타, 보컬), 얀네 위르만 (키보드), 헨카 세팔라 (베이스), 야스카 라티카이넨 (드럼), 다니엘 프레이버그 (기타)로 구성되어 있다. 그들은 현재까지 9개의 스튜디오 음반, 2개의 라이브 음반, 2개의 EP 음반, 2개의 컴필레이션 음반 그리고 하나의 DVD를 발매했다.
그들의 세 번째 스튜디오 음반인 Follow the Reaper는 핀란드에서 "골드" 등급을 받은 첫 번째 음반이고 계속 발매되는 음반들은 그와 같은 등급을 받게 된다. 세 개의 연이은 음반들은 핀란드 음반 차트에서 1위를 하게 되고, 미국의 빌보드 200 차트에서도 이름을 올리게 된다.
밴드는 대표적으로 멜로딕 데스메탈, 파워 메탈, 스래시 메탈과 같은 다양한 음악적 스타일을 구축했다. 그들은 핀란드에서만 총 25만장의 음반 판매량을 기록하였고 핀란드에서 가장 잘 팔리는 밴드 중 하나이다.

## 역사

### 결성과 초기 (1993-1997)

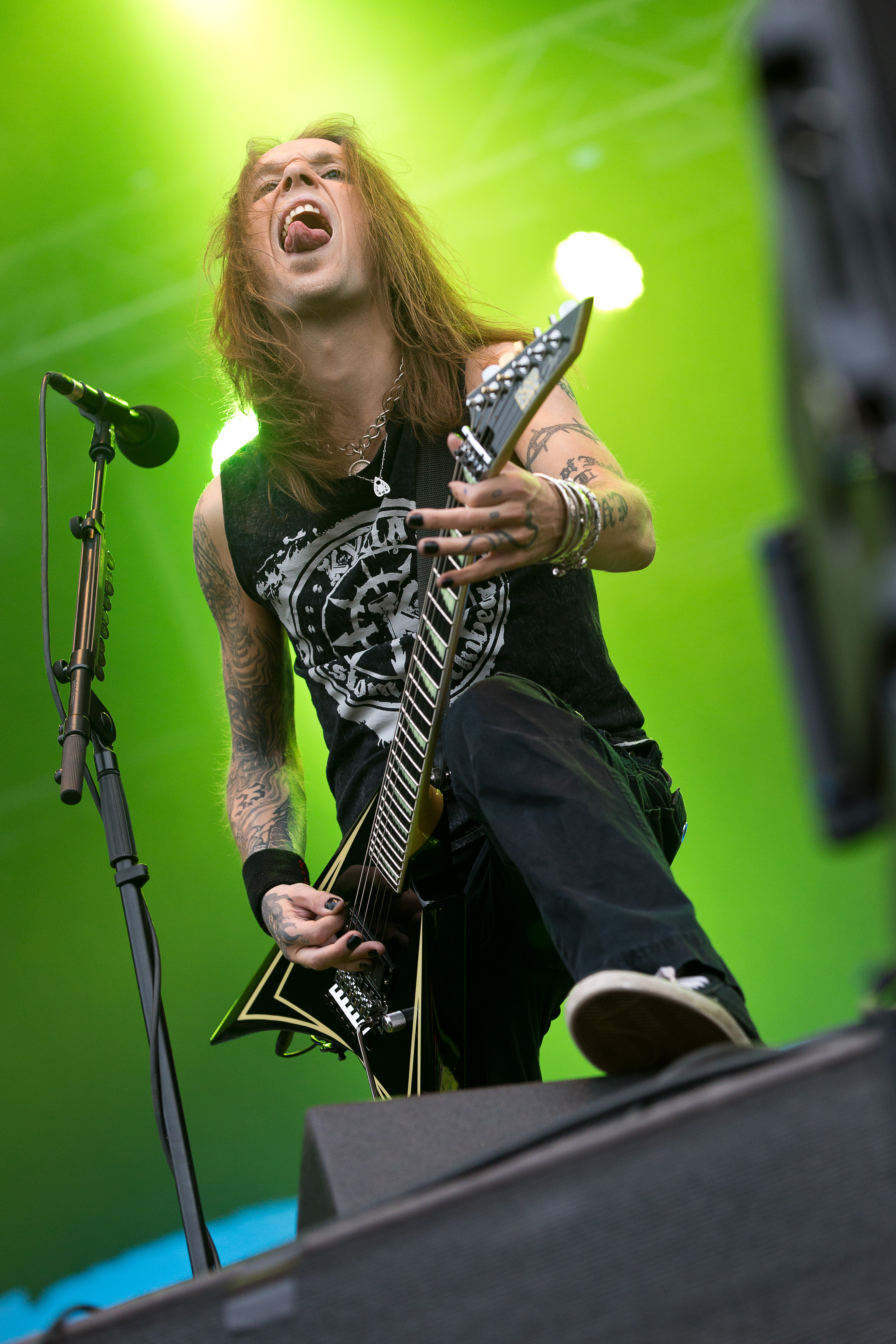
2016년 Rockharz에서 공연하는 리드 보컬/기타리스트 알렉시 라이호

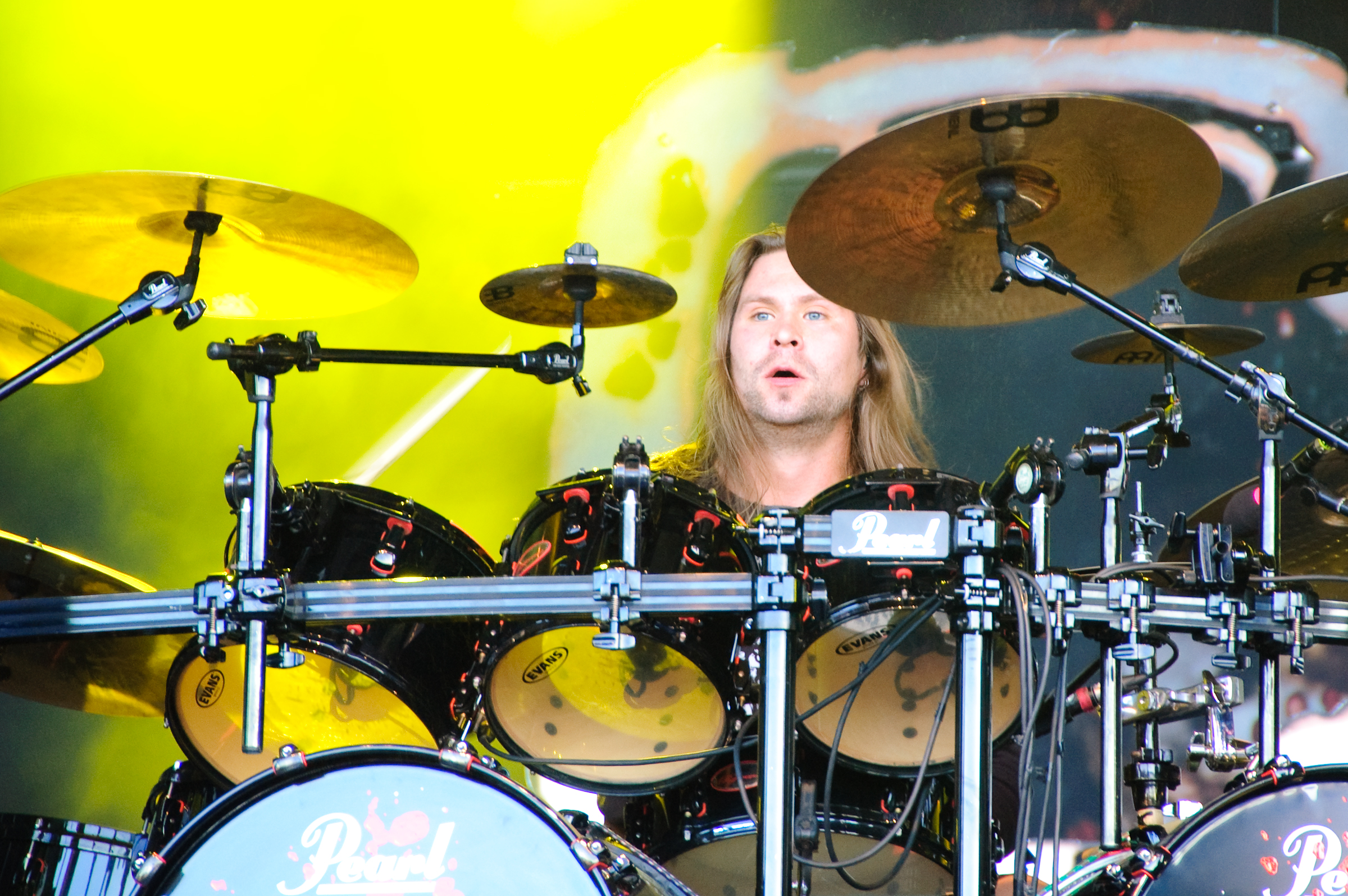
2009년 Ilosaarirock 공연 중인 야스카 라티카이넨

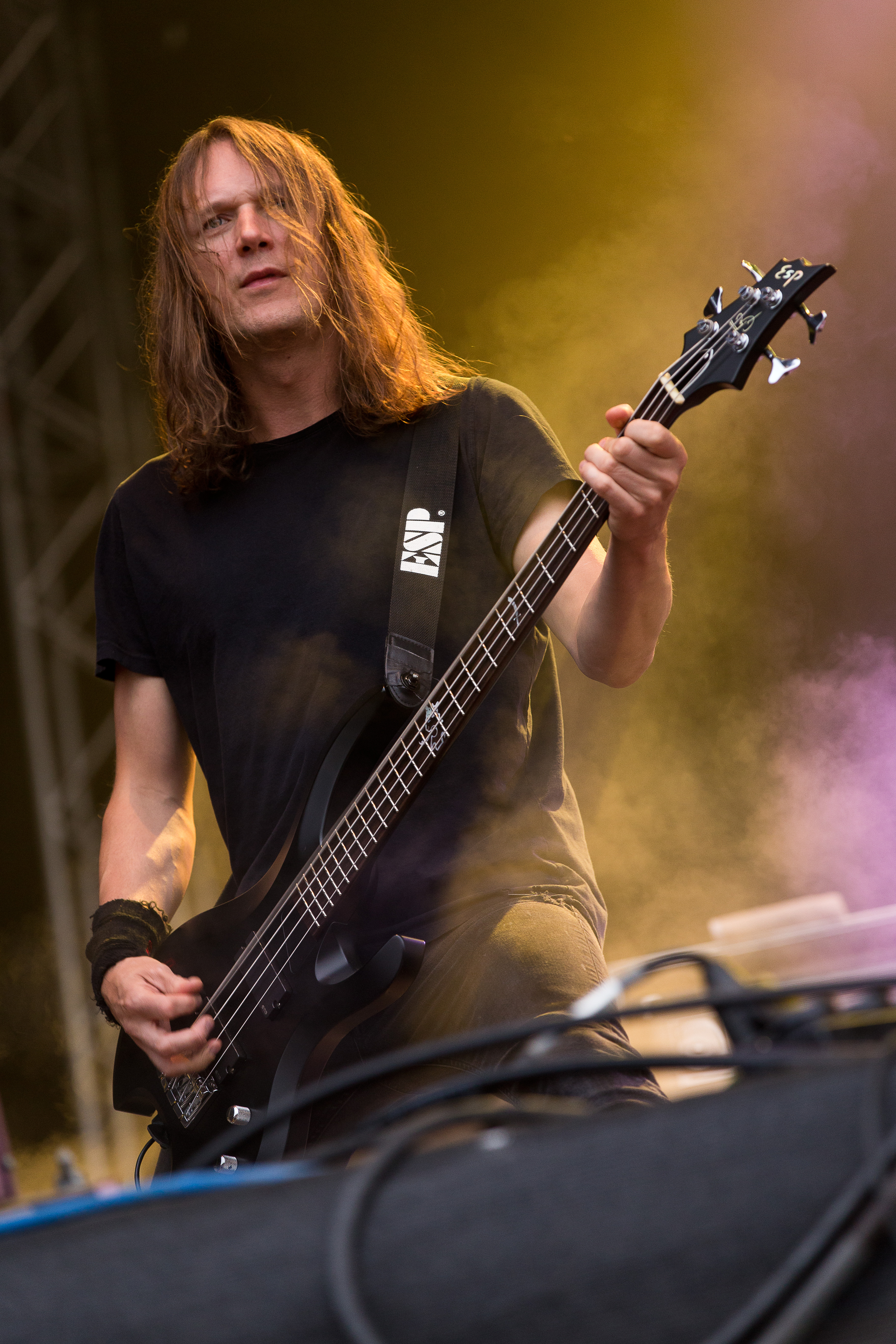
2016년 Rockharz에서 공연하는 베이시스트 헨카 "블랙스미스" 세팔라

칠드런 오브 보돔은 1993년에 기타리스트 알렉시 "와일드 차일드" 라이호와 드러머 야스카 라티카이넨이 인어스드(Inearthed)라는 이름으로 처음 결성되었다. 그들은 어렸을 때부터 알고 지낸 사이이며 헤비 메탈에 관심이 있었는데, 특히 디섹션, 엔툼드(Entombed), 카니발 콥스, 어톱시(Autopsy), 오비추어리와 같은 데스메탈 밴드들과 아이언 메이든, 주다스 프리스트, 블랙 사바스, 메탈리카, 디오, 오지 오스본 같은 정통 헤비메탈 밴드들에 관심이 많았다. 베이시스트인 사뮬리 미에티넨(Samuli Miettinen)이 들어오면서 밴드의 초기의 라인업이 구축되었다. 인어스드는 같은 해 8월에 그들의 첫 데모 음반인 Implosion of Heaven을 녹음하게 된다.
사뮬리는 인어스드에 있으면서 2년 동안 작사를 맡았는데 그의 가족이 1995년에 미국으로 이사를 가면서 더 이상 밴드에 남아 있을 수 없게 되었다. 인어스드에 대한 그의 마지막 공헌은 그들의 두 번째 데모 음반 Ubiquitous Absence of Remission의 곡들의 작사인데 그 음반은 핀란드의 라펜란타에 있었던 아스티아 스튜디오에서 프로듀서 안시 키포(Anssi Kippo)와 처음으로 작업한 것이었다. 곡의 작업을 위해 라이호와 라티카이넨은 각각 키보드와 다른 악기들로 미리 녹음된 트랙들에 믹싱 작업을 했다. 그전까지는 오직 작곡만 맡아 했던 라이호는 밴드의 작사 일도 하게 되었다.
그 기간에, 라티카이넨은 지역 빅 밴드에서 프렌치 혼(French Horn)을 연주했고 리허설 동안 그는 트럼펫 주자임과 동시에 탁월한 기타리스트였던 알렉산더 큐오팔라(Alexander Kuoppala)를 만난다. 밴드의 두 번째 데모 음반 작업 이후, 큐오팔라는 인어스드의 리듬 기타리스트로 가입하도록 초대받는다.
사뮬리를 대체할 베이시스트로는 헨카 "블랙스미스" 세팔라이었는데 그는 알렉시와 라티카이넨과 이전에 학교에서 알고 지낸 사이었다. 베이스를 연주하는 것 이외에도, 세팔라는 밴드의 백보컬로도 활동했다. 또한 밴드는 키보디스트를 구하고 있었는데 그 때 들어온 사람이 야니 피리스요키(Jani Pirisjoki)였다. 이 둘은 1996년 초에 인어스드에 가입한다.
이 새로운 라인업과 함께, 인어스드는 그들의 세 번째 음반인 Shining의 작업을 시작했다. 이 데모 음반은 이전의 음반들과는 달리 레코드 사들에게 깊은 인상을 남기지 못하고 어느 레코드 사도 그들에게 더 이상 관심을 두지 않았다. 그들의 노력에도 불구하고, 그들의 음악은 거의 알려지지 않았고 그저 지역 축제에서 밖에 공연할 수 없었다. 마지막 시도로, 그들은 그들 자신들의 돈을 모아 독립 음반 작업을 하기로 결정했다. 경제적 여유가 많지 않은 당시의 그들에게는 매우 대담한 결정이었다.
알렉시는 키보드를 좀 더 효과적으로 사용하기를 원했으나, 피리스요키가 리허설에 참석하지 않았다. 피리스요키는 해고되고 라티카이넨의 친구이자 재즈 피아니스트인 얀네 "워맨" 위르만(Janne "Warman" Wirman)으로 교체되게 된다.
위르만은 인어스드에서 전에는 찾지 못했던 중요한 요소였다. 그로 인해 인어스드의 스타일은 이후 칠드런 오브 보돔의 초석이 되는 사운드를 구축하게 된다. 위르만과 함께, 밴드는 1997년에 그들의 첫 음반 작업을 성공적으로 마치게 된다. 그들의 데뷔 음반인 Something Wild는 원래 작은 벨기에 레코드 사인 Shiver 레코드에서 발매되기로 되었으나 세컨드 보컬인 사미 테네츠 (사이 서펀츠 출신)이 큐오팔라를 통해 그들의 음반 하나를 얻게 된다. 그들은 한 때 같은 회사에서 함께 일했었다. 인어스드가 이 계약에 서명한 이후, 스파인팜 레코드사의 사장이 그들의 전국적인 음반 발매에 대해 관심을 갖게 되었다. 벨기에 레코드 사에서 그들에게 제공한 내용은 그들이 알아서 음반을 홍보하고 파는 일까지 도맡아 해야한다는 내용이어서 그들은 거의 도움이 되지 않겠다고 생각했고 당연히 후자 쪽의 제안이 그들에겐 훨씬 더 매력적이었다.
밴드는 스파인팜 레코드사와 계약하기 위해 밴드 이름을 바꿔야 할 필요가 있었다. 쉬버 레코드사와의 계약이 이미 밴드의 원래 이름인 인어스드로 되어있었기 때문이다. 이 문제에 대한 해결을 찾기 위해서 구성원들은 지역 전화번호부에서 좋은 이름들을 찾아보기로 했다. 그들이 보돔 호수의 이름을 찾았을 때, 그들은 보덤 호수가 임팩트가 있는 이름이면서도 그곳에는 깊은 사연이 얽혀있다는 것을 알게 되었다. 보돔 호수를 포함한 밴드 이름으로 쓰이기에 좋을 만한 이름들의 리스트가 만들어졌고 그들은 '칠드런 오브 보돔'이라는 이름으로 결정을 냈다. 이 이름은 보돔 호수 살인사건으로부터 영감을 받아 만들어진 것이다.

### Something Wild(1997–1998)
Something Wild는 핀란드 라펜란타의 아스티아 스튜디오에서 칠드런 오브 보돔과 안시 키포에 의해 프로듀싱, 녹음, 믹싱되었다. 그들의 밴드를 홍보하려는 시도로 1997년에 딤무 보거의 오프닝 공연을 담당했다. 뉴클리어 블래스트의 대표가 그들에게 접근하여 유럽 전 지역에 음반을 판매하자는 계약을 제시했다. 이들에게는 큰 성공이었고 이 계약의 이행은 그 다음 해부터 시작되었다. Something Wild는 핀란드에서는 1997년 초에, 전세계적으로는 1998년에 발매되었다. 1998년 초, 그들은 홍보 목적으로 그들의 곡인 "Deadnight Warrior"의 뮤직비디오를 만들었다. 이 비디오는 미카 린드버그에 의해 감독되었고 1천 유로 정도의 예산이 소모되었다. 이 비디오는 간단한 장면의 연속으로 촬영되었는데 눈보라가 친 후의 밖의 풍경을 배경으로 하고 있었다. 밴드는 평균 영하 15도 이하의 기온에서 밤에 몇 시간씩 촬영을 해야만 했다
비록 알렉시가 그가 작곡한 곡들에 대해 굉장히 비판적인 시선으로 보는 경향이 있으나, 그는 Something Wild를 그가 작곡한 음반들 중에서 가장 손이 덜 간다고 한다. 이 음반을 녹음할 때, 알렉시는 그의 음악적 우상 중 하나인 잉베이 맘스틴을 따라하려고 했기 때문에 Something Wild는 다른 칠드런 오브 보돔 음반들 중에서 가장 기교적인 음반들 중 하나로 꼽힌다. 그럼에도 불구하고, 그는 이 음반을 "그들을 지도에 표시하게 한(의역 : 세상에 그들을 널리 알린)" 매우 중요한 음반이라고 생각한다.
칠드런 오브 보돔의 첫 유럽 투어는 1998년 2월에 시작했다. 그들은 히포크리시(Hypocrisy) (Under the Black Sun같은 축제들에서), 더 코버넌트(The Kovenant) 그리고 아가토다이몬(Agathodaimon) 같은 밴드들과 함께 공연했다. 하지만 위르만은 그의 학문 연구에 열중하고 있어서 공연에 참석하지 못했다. 그는 투어 기간 동안 피아니스트 에르나 시카비르타로 교체되었다.
몇 달 뒤, 밴드는 프로듀서 안시 키포와 함께 아스티아 스튜디오에서 "Towards Dead End"와 "Children of Bodom"이라는 새 두 곡을 녹음했다. 후자의 곡은 스파인팜 레코드사의 컴필레이션 음반에 포함되었는데 이는 이후 8주 동안 연속으로 핀란드 차트 상위권에 안착했다. 8월 말에 밴드는 러시아에서 처음으로 곡 "Forevermore"를 라이브로 연주 했다. 이 곡은 이후 "Downfall"로 이름이 바뀌었다.
그들의 두 번째 유럽 투어는 같은 해 9월에 단행되었다. 그러나 위르만은 다시 한 번 공연에 참석하지 못했다. 그래서 이번엔 알렉시의 여차친구인 킴벌리 고스(Kimberly Goss, 시너지, 초기 딤무 보거, 에인션트, 세리온 출신)가 키보드를 맡게 되었다. 투어가 끝나갈 무렵, 킴벌리는 알렉시를 시너지에 영입시키려 했는데 그 당시의 시너지는 아직 초창기였다.

### Hatebreeder(1998-2000)
그들의 두 번째 스튜디오 음반인 Hatebreeder는 1998년 말부터 1999년 초 사이에 아스티아 스튜디오에서 안시 키포와 함께 녹음되었다. 이 음반은 원래 Toward Dead End라고 이름 붙여질 예정이었으나 스튜디오 내에서 밴드 구성원들의 의견 제시로 Hatebreeder로 이름이 정해졌다. 핀란드에서 싱글 "Downfall"이 음반 발매 2주 전에 발매되었다. 이 곡은 미카 린드버그가 감독한 새 뮤직 비디오와 함께 발매되었다. Hatebreeder는 많은 유럽 국가의 음원 차트에서 최상위권에 안착하였다. 1999년 1월, 싱글 곡 "Downfall"과 Hatebreeder의 성공으로 칠드런 오브 보돔은 일본에서 시너지와 인 플레임즈와 함께 세 콘서트에서 공연할 수 있었다. 이 중 2개의 콘서트에서 라이브 음반 Tokyo Warhearts가 녹음되었다. 이 공연에서 밴드는 그들의 곡을 매우 매끄럽게 연주했으면서도 몇몇 곡을 연주할 때는 스튜디오 음반보다 더 나은 퀄리티를 보여주었다. 그들의 요청으로 콘서트 녹음 작업에서 오버더빙은 사용되지 않았다.

### Follow the Reaper(2000-2002)
그들의 다음 음반 발매를 위해 칠드런 오브 보돔은 그들이 인어스드 때부터 녹음 작업을 했었던 핀란드의 아스티아 스튜디오 대신 스웨덴에 있는 피터 티지그렌(Peter Tägtgren)의 어비스 스튜디오에서 녹음하기로 결정했다. 이 음반에는 총 8곡이 수록되었다. 스튜디오 내에서 그들은 전에 급하게 만들어진 미공개 곡을 알렉시가 편곡을 하여 보너스 트랙으로 넣기로 했다. 이 트랙은 "Kissing the Shadows"라는 이름의 곡이 되었다. 밴드는 이 음반을 Follow the Reaper라고 이름 붙였고 녹음 작업은 2000년 8월에서 9월까지 진행되었다. 이 음반은 전세계적으로 2000년 말에 발매되었다. 이후 "Everytime I Die"의 뮤직 비디오가 핀란드 감독 투카 테모넨(Tuukka Temonen)에 의해 촬영되었다.

### Hate Crew Deathroll(2002-2004)
2002년 2월, 칠드런 오브 보돔은 그들의 다음 음반인 Hate Crew Deathroll의 발매를 위해 작곡 작업에 들어갔다. 그들은 프로듀서 안시 키포와 다시 일하기 위해 아스티아 스튜디오로 돌아왔다. 그들의 녹음 작업은 8월부터 9월까지 진행되었고 음반은 2003년 1월 핀란드에서 발매되었다. 이 음반은 핀란드 차트의 최상위권에 3주 동안 안착했다. 더불어, 이 음반은 밴드가 최초로 "골드" 등급을 받은 음반이 되었다. 그 뒤로 그들의 다른 음반들 또한 "골드" 등급을 받게 되었고 Follow the Reaper는 "플래티넘" 등급을 받게 되었다.
2003년 1월 3일, 핀란드 메탈 뮤직 어워즈가 헬싱키에 있는 타바스티아 클럽(Tavastia Club)에서 열리게 되었다. 메탈 팬들에게 투표할 권리가 주어졌고 이번 행사를 구성한 다양한 미디어 업체들을 통해 투표가 진행되었다. 칠드런 오브 보돔은 "올해의 핀란드 밴드"에 선정되었다.
칠드런 오브 보돔의 첫 번째 월드 투어는 2003년에 단행되었고 2004년 말까지 진행되었다. 이 투어의 많은 콘서트가 매진되었고 북미에서는 여러 밴드들과 함께 연합하여 공연을 하게 되었다. 그러나 별로 반갑지 않은 소식 또한 있었다. 큐오팔라가 개인 사정으로 구성원들에게 미리 귀띔도 하지 않은 채 투어 중간에 칠드런 오브 보돔에서 탈퇴한 것이다. 한 인터뷰에서 알렉시에게 왜 큐오팔라가 나갔는지에 대한 질문이 들어오자 그는 "음, 난 그에 대해서 말하는게 좀 조심스럽다. 왜냐하면 우리와 그 사이에 악감정은 없기 때문이다. 그는 나에게 투어를 다니는 것과 호텔과 버스 등등에서 록밴드처럼 사는 삶에 질려버렸다고 말한 적 있다. 나에겐 굉장히 이상하게 들렸는데 왜냐하면 그는 언제나 그것들을 굉장히 즐겼기 때문이다! 그는 언제나 뼛속까지 록커였지만 갑자기 그는 그의 삶을 180도 바꿔버렸다. 이 모든 상황이 그의 새로운 여자친구와 연관되어있다." 알렉시는 큐오팔라를 대체하기 위해 그리핀의 기타리스트인 카이 네르가르드(Kai Nergaard)를 영입하려 했으나 그는 요청을 받아들이지 않았다. 그래서 시너지의 구성원인 로페 라트발라(Roope Latvala, 핀란드에서 헤비 메탈 유행을 불러일으킨 밴드 중 하나인 스톤의 창립 구성원)가 확실한 대처 방안이 나올 때까지 임시로 기타를 맡게 되었다. 이 구성은 8월 16일 모스크바에서 처음으로 공연을 하게 되었다.

### Are You Dead Yet?(2004–2007)

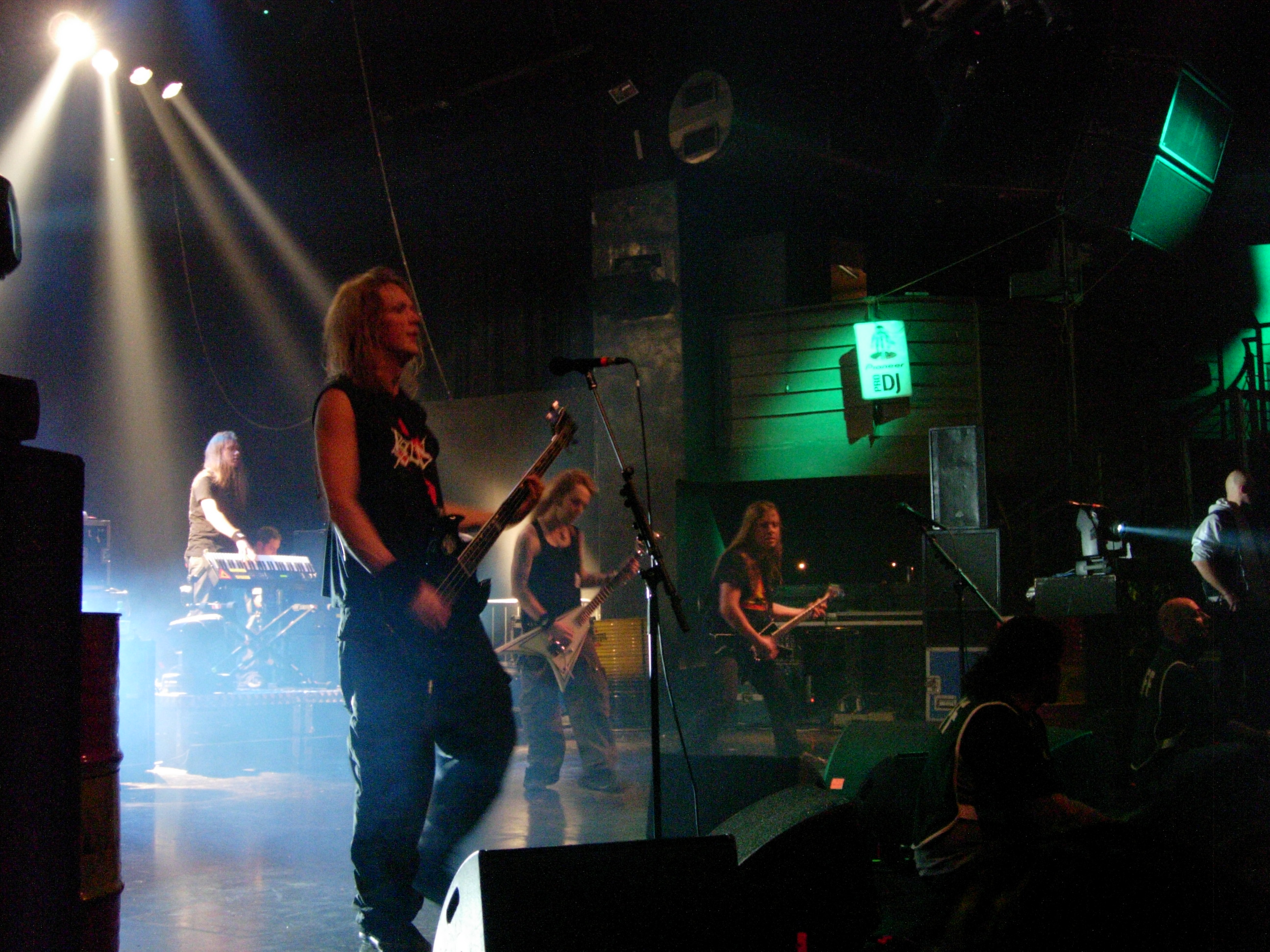
칠드런 오브 보돔 2006년 밀란 라이브

투어가 끝난 뒤 라트발라는 칠드런 오브 보돔의 정식구성원로 임명된다. 칠드런 오브 보돔은 EP 음반 Trashed, Lost & Strungout과 싱글 곡 "In Your Face"를 발매하게 되었는데 이 곡들과 브리트니 스피어스의 곡 "Oops!... I Did It Again"이 패러디곡이 다음 음반에 수록되었다. 2005년 후반, 새 음반 Are You Dead Yet?가 발매되었다. 이 음반은 이전에 발매했던 음반들과는 음악적 스타일이 사뭇 달랐다. 인더스트리얼 음악의 요소들과 함께 직선적이고 굵직한 기타 리프들이 이 음반의 주요 특징이었다. 이 음반에 대한 팬들의 반응은 서로 엇갈렸지만 상업적으로는 가장 성공한 음반이었다. 핀란드에서는 "골드" 등급을 받고 핀란드 차트 1위, 스웨덴 차트 16위, 일본 차트 17위에 등극되었다. 음반 발매 이후에 "In Your Face"의 DVD 싱글이 발매되었는데 뮤직 비디오, 밴드의 백스테이지 영상들, 2004년 Wacken Open Air 페스티벌에서 "Sixpounder"를 연주한 라이브 공연 영상을 포함하고 있었다. 6월에 칠드런 오브 보돔은 뵈제 옹켈츠의 마지막 공연 중 가장 큰 라이브 공연에서 12만명의 관객 앞에서 공연하게 되었다. 이 콘서트의 DVD는 Vaya Con Tioz란 이름이 붙여졌고 칠드런 오브 보돔이 그들의 곡 "Everytime I Die"를 연주하는 영상이 포함되어 있었다.
2006년 12월 5일, 칠드런 오브 보돔의 라이브 DVD인 Chaos Ridden Years - Stockholm Knockout Live가 발매되었다. 이 DVD는 2006년 2월 5일 스웨덴의 스톡홀름에서 약 90분 동안의 라이브 공연 영상을 포함하고 있었다. "Chaos Ridden Years"는 밴드 구성원들과 진행된 밴드의 역사에 대한 다큐멘터리와 투어 중인 밴드의 영상들을 담고있다. 또한 "Needled 24/7"을 제외한 칠드런 오브 보돔이 촬영한 모든 뮤직 비디오들이 포함되었다. 알렉시 라이호는 메탈 해머 매거진(Metal Hammer Magazine)에서 '2006년 최고의 기타리스트'에 뽑히게 된다.
2006년 6월, 밴드는 그들이 다닌 투어 중 가장 규모가 큰 The Unholy Alliance 투어에서 슬레이어, 램 오브 갓, 마스토돈(Mastodon), 인 플레임즈, 사인 아이즈 블리드(Thine Eyes Bleed)와 함께 공연하게 된다. 투어는 6월과 7월에는 미국을, 10월과 11월에는 유럽에서 진행되었다.
2007년 1월 31일, 알렉시는 볼링장에서 사고로 파울 라인에서 발을 헛디뎌 그대로 선을 따라 쭉 미끄러지게 된다. 그는 벽에 크게 부딪혔고 왼쪽 어깨가 부러져서 그는 6주 동안 기타를 치지 못하게 되었다. 이 사고로 인해, 칠드런 오브 보돔은 그들이 헤드라이너로 걸린, 그들의 첫 번째 2007년 투어와 페스티벌을 취소할 수 밖에 없게 되었다.
2007년 3월 31일, 밴드의 웹사이트에서 알렉시의 상처가 완치되진 않을 것이지만 기타를 치는 데에는 큰 영향을 미치진 않을 것이라는 글을 올린다. 또한 밴드가 새 음반을 위해 곡을 쓰기 시작했고 2007년 이후에 녹음을 시작할 것이라고 했다.
칠드런 오브 보돔은 몬스터즈 오브 락 페스티벌(Monsters of Rock festival)에서 벨벳 리볼버를 대체하게 되었고 오지 오스본과 메가데스와 함께 공연하게 되었다.

### Blooddrunk(2007-2009)

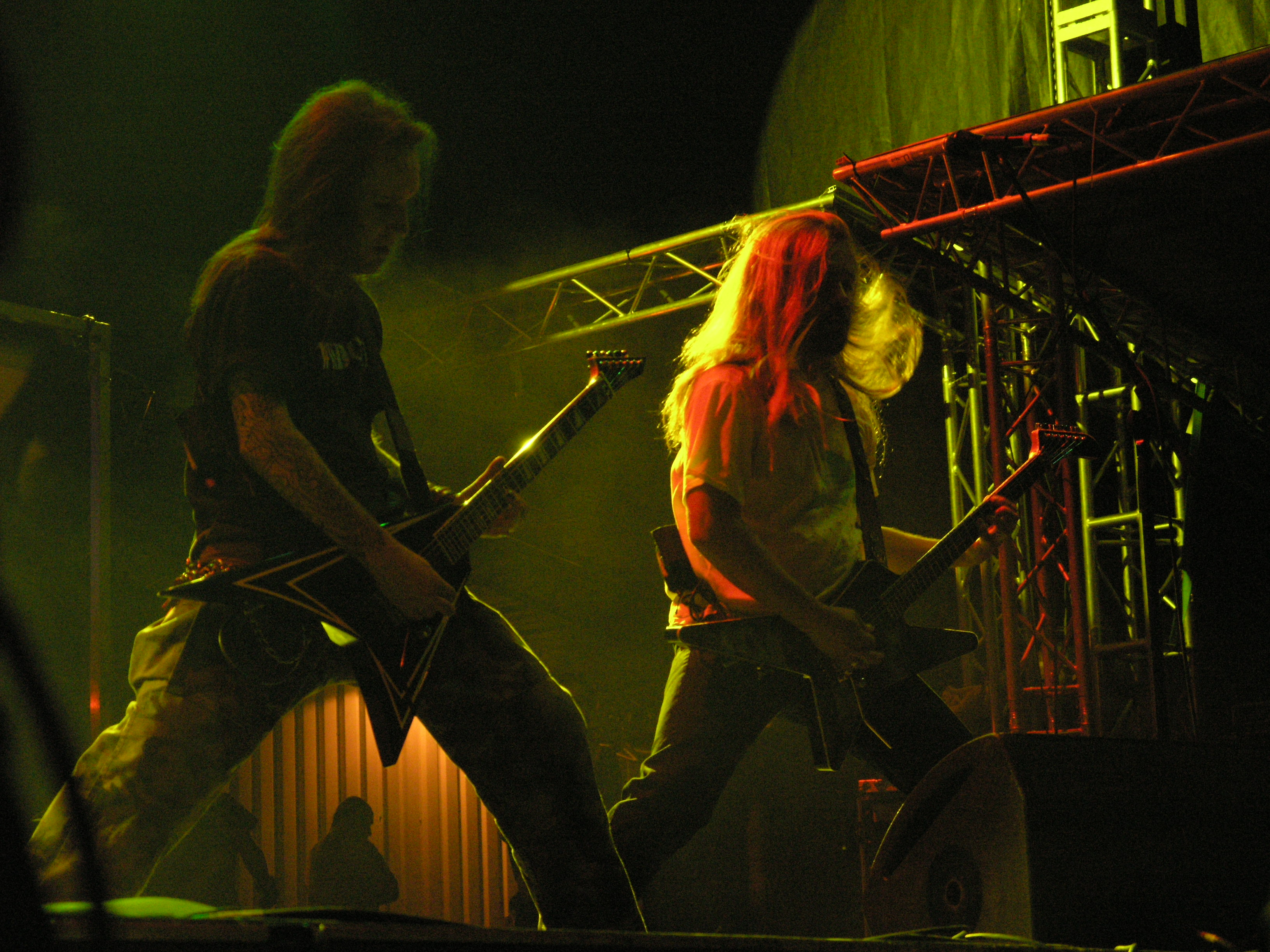
2007년 Masters of Rock에서 공연하는 칠드런 오브 보돔

2007년 10월부터 12월까지 칠드런 오브 보돔은 그들의 6번째 스튜디오 음반 Blooddrunk의 녹음 작업을 했고 이는 2008년 4월 15일에 발매되었다. 이 음반은 "Ghost Riders in the Sky"의 커버곡을 포함하여 10곡을 수록하고 있었다. 칠드런 오브 보돔은 메가데스, 인 플레임즈, 잡 포 어 카우보이(Job for a Cowboy), 하이 온 파이어와 함께 2008년 북미 기간투어(Gigantour)에서 공연하였다. 칠드런 오브 보돔은 2008년 Wacken Open Air에서 첫 번째로 라인업에 선정된 밴드 중 하나였다. 이 공연에서 그들은 아이언 메이든, 소나타 아티카, 어반타시아(Avantasia)와 같은 여러 밴드들과 함께 공연하였다. 칠드런 오브 보돔은 6월 15일, 도닝턴에서 열린 다운로드 페스티벌(Download Festival)에서 그들의 기존곡들과 신곡들을 연주한다. 2008년 3월 8일, 칠드런 오브 보돔은 런던의 옥스포드 스트리트의 음반 매장인 자비(Zavvi)에서 그들의 첫 영국 사인회를 하게 된다. 그들의 새 싱글 곡인 "Blooddrunk" CD, 7인치 레코드판과 12인치 레코드판에 사인을 하게 되는데 이 중 12인치 레코드판은 한정판으로 오직 666판만 제작되었다.
2008년 6월 26일 칠드런 오브 보돔은 현지밴드 돈 오브 아자젤(Dawn of Azazel)과 섭트랙트(Subtract)의 도움을 받아 첫 번째 호주 공연을 오클랜드에서 하게 된다. 2008년에 칠드런 오브 보돔의 초기 세 음반들과 라이브 음반 Tokyo Warhearts가 리마스터되어 보너스 트랙과 함께 재발매되게 된다. 2008년 9월과 10월에 밴드는 더 블랙 달리아 머더와 비트윈 더 베리드 앤 미를 서포트 밴드로 두고 음반 Blooddrunk의 북미 투어를 단행했다. 테스타먼트가 뉴욕 시 공연에서 스페셜 게스트로 모습을 드러내기도 했다. 2008년 11월과 12월에는 슬립낫과 머신 헤드(Machine Head)와 함께 유럽으로 투어를 다니게 된다. 2009년 1월 말부터 3월 초까지 밴드는 디아블로(Diablo)를 오프닝 밴드로 두고 카니발 콥스와 함께 유럽 투어에서 공동 헤드라이너를 장식하게 된다. 2009년 4월 2일, 칠드런 오브 보돔은 램 오브 갓을 헤드라이너로 하는 No Fear Energy 투어에서 애즈 아이 레이 다잉과 함께 서포트 밴드로 공연하게 되고 갓 포비드(God Forbid)와 뮤니시펄 웨이스트가 번갈아가면서 오프닝 공연을 맡게 된다. 그러나 그들은 투어가 끝나기 1주 전에 하차하는데, 왜냐하면 텍사스의 댈러스에 있는 팔라디움 벌룸에서 공연을 마치고 알렉시가 2009년 4월 26일에 투어 버스 내의 꼭대기 침대에서 떨어지면서 부상을 입었기 때문이다. 또한 2009년 5월 8일, 뉴욕시의 로즈랜드 벌룸에서 칠드런 오브 보돔은 알렉시가 전에 입었던 부상의 재발로 인해 몇 곡만 연주하고 공연을 끝마쳐야 했다. 알렉시는 부상에도 불구하고 계속해서 투어를 진행하려 했으나 고통이 가라앉지 않자 투어가 끝나기 6일 전에 투어를 끝마쳐야 했다. 그러나 여름에 단행되었던 페스티벌 일정들은 계획대로 진행되었고 알렉시의 부상 또한 일정에 큰 영향을 미치진 않았다.
2009년 2월, 칠드런 오브 보돔은 커버 음반인 Skeletons in the Closet을 발매하려는 계획을 암시했는데 이 음반은 이후 2009년 9월 23일에 발매된다. 그들은 또한 연습을 "게을리"한다는 사실에 대하여 인정했고 앞으로 낼 음반들에 실릴 곡들에 대한 계획에 대하여 이야기를 나눴다. 밴드는 2009년 9월에 남미와 멕시코의 투어에서 공연하였다. 아모르피스(Amorphis)가 이들의 공연을 서포트하였다. 또한 2009년 9월과 10월에 밴드는 북미에서 한 달동안 진행되는, 상당한 규모의 투어에서 헤드라이너를 장식한다. 더 블랙 달리아 머더와 스켈레톤위치(Skelotonwitch)가 그들의 서포트를 맡게 된다. 캘리포니아 포모나의 일정 중 두 번째 날에 오스트리안 데스 머신(Austrian Death Machine)과 홀리 그레일(Holy Grail)이 스페셜 게스트로 공연했다. 하와이 호놀룰루에서 북미 투어의 마지막을 장식한 지 4일 뒤인 2008년 10월 18일, 그들은 메가데스, 주다스 프리스트, 슬레이어, 앤스랙스, 롭 좀비, 아치 에너미와 함께 일본의 라우드파크 페스티벌(Loudpark Festival)에서 공연하였다. 라우드파크 페스티벌에서 6일 간 공연한 뒤, 그들은 홍콩, 타이완, 중국에서 각각 세 번 공연을 하게 된다. 그들은 러시아 모스크바에서 9월부터 10월까지의 2달간의 투어를 마친다. 이곳에서의 공연으로 그 해의 마지막을 장식했고 또한 Blooddrunk 월드 투어의 절반 정도가 끝나게 되었다.

### Skeletons in the Closet(2009-2010)
Skeletons in the Closet은 2009년 9월 22일에 발매된 커버 음반이다. 이 음반은 다른 밴드들의 이전에 발매되었던 음반들의 커버곡들 뿐만 아니라 그들이 새롭게 작곡한 네 곡들을 수록했다. 그들이 커버한 아티스트들로 수어사이덜 텐덴시즈(Suicidal Tendencies), 브리트니 스피어즈, 앨리스 쿠퍼, 아이언 메이든, 슬레이어, 앤드류 WK, 빌리 아이들, 그리고 스콜피언스가 있다.
칠드런 오브 보돔은 그들의 새 음반을 홍보하기 위해 콘테스트를 열었는데 상품으로는 ESP/LTD M-53 일렉기타, 그들의 곡 전체 목록, 음반 Skeletons in the Closet이 있었다. 콘테스트는 2009년 8월 25일부터 9월 21까지 진행되었다. 당첨자는 2009년 9월 28에 발표되었다.

### Relentless Reckless Forever(2010-2012)
Blooddrunk 투어가 끝나고, 칠드런 오브 보돔은 그들의 새 음반의 녹음 작업을 시작했다. 드럼 녹음 도중에 작은 토네이도가 발생하여 전력이 나가는 사고가 발생하였다. 이 사고로 인해 녹음 작업은 블랙 레이블 소사이어티와 함께 한 투어 이후로 미뤄지게 되었다. 칠드런 오브 보돔은 새 음반에 수록된 몇 개의 트랙들에 대해 Metal Hammer Magazine에 약간의 정보를 흘렸다. 이 세 트랙은 이후 "Pussyfoot Miss Suicide", "Ugly", "Was It Worth It"의 이름으로 발매되었다.
11월에 밴드는 2011년 3월부터 5월까지 유럽에서 진행되는 "The Ugly World Tour 2011"을 단행한다고 밝혔다. 오프닝 공연은 엔시페럼(Ensiferum), 머시네 수프리머시(Machinae Supremacy), 아몬 아마스(영국에서만)가 맡았다. 11월 24일, 새 음반의 이름이 Relentless Reckless Forever라는 것이 밝혀졌다. 음반은 2011년 3월 8일에 발매되었다. 유명 스케이트보드 선수인 제이미 토마스, 가렛 힐, 톰 아스타와 크리스 콜이 출연한 "Was It Worth It?"의 뮤직비디오가 촬영되었다. "Was It Worth It?"는 기타 히어로: 워리어즈 오브 록의 다운로드 가능 트랙으로 발매되었고 유럽권 플레이스테이션 3는 2011년 2월 2일, 비유럽권 플레이스테이션3와 엑스박스 360, 닌텐도 위는 2월 8일에 발매되었다.

### Halo of Blood(2012-2014)
Halo of Blood는 밴드의 8번째 스튜디오 음반이다. 유럽에는 6월 6일, 영국에는 6월 10일, 북미에는 6월 11에 발매되었다. 2013년 3월 18일에는 롭 좀비, 마스토돈, 아몬 아마스와 함께 하는 메이헴 페스티벌(Mayhem Festival) 투어가 진행된다고 알려졌다.
팝매터스의 음악 저널리스트 닐 켈리는 이 음반에 대하여, "현재까지 나온 칠드런 오브 보돔 음반 중 가장 접근하기 쉬운 음반인 Halo of Blood을 통해 데스 메탈은 충분히 메인스트림의 물결로 다시 진입할 수 있다."라는 긍정적 평가를 했다.
2014년 5월, 밴드는 아이 오브 더 에네미(Eye of the Enemy)를 서포트 밴드로 두고 브리스베인, 시드니, 멜버른을 돌며 동쪽 호주에서 투어를 진행했는데, 멜버른에서는 오르페우스 오메가와, 브리스베인과 시드니에서는 에머전시 게이트와 함께 공연하였다.

### I Worship Chaos(2015-2016)

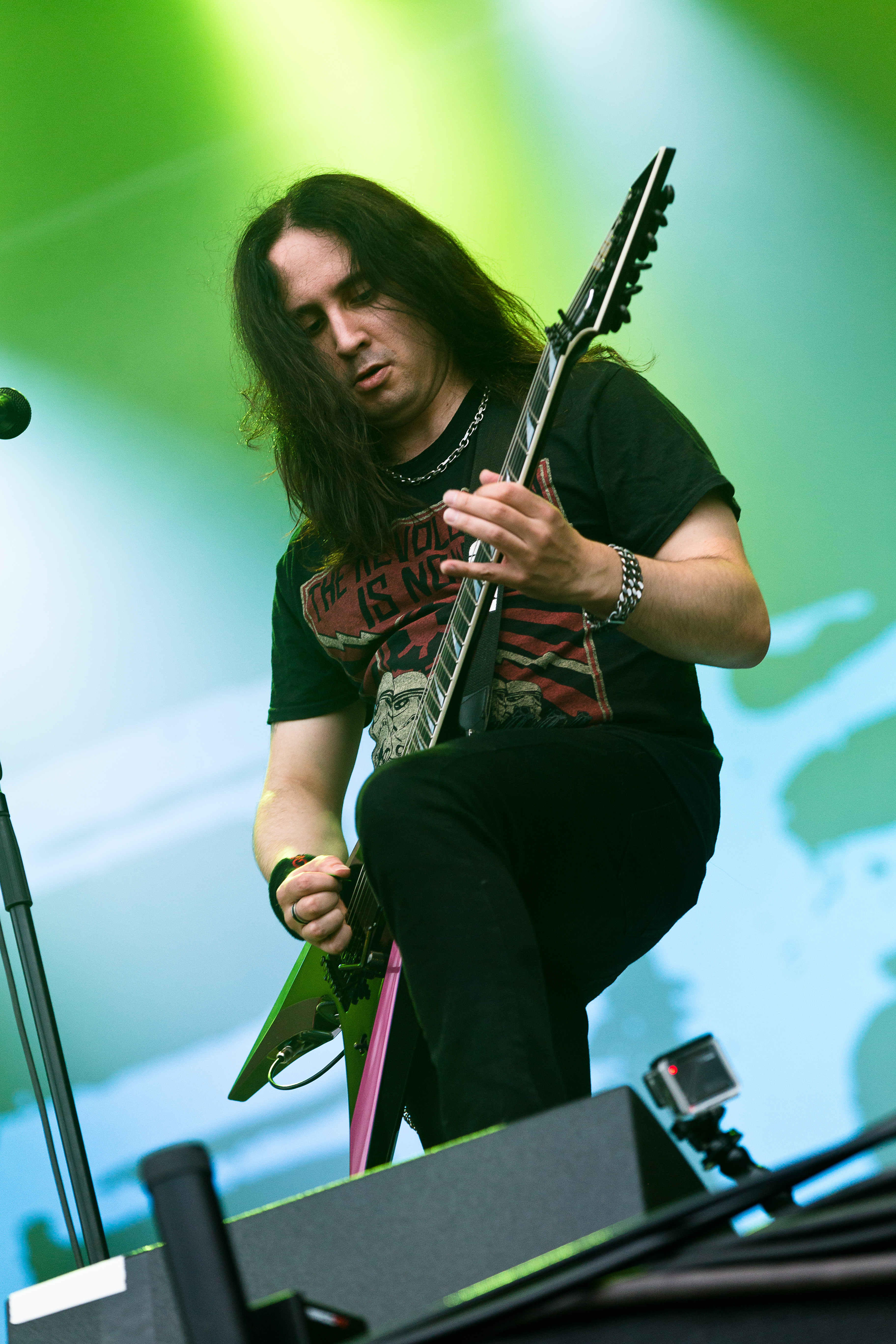
2016년 Rockharz에서 공연하는 기타리스트 다니엘 프레이버그

2015년 4월 7일, 밴드는 Halo of Blood의 다음 음반 작업을 하고 있다고 밝혔다. 2015년 5월 29일, 밴드는 페이스북 페이지에 기타리스트 로페 라트발라가 칠드런 오브 보돔에서 탈퇴한다는 소식을 올렸고 이로 인해 이번 음반은 최초로 4명의 구성원으로 녹음되게 되었다. 그러나, 밴드는 이후 라트발라의 빈 자리는 키보디스트 얀네 위르만의 남동생인 안티 위르만(Antti Wirman)이 메우게 되는데 그는 이후 그 해 동안 밴드의 라이브 공연에서도 활동하게 된다. 그는 헬싱키에서 열린 밴드의 단독 공연에서 처음으로 모습을 드러내게 된다. 위르만과의 최근 인터뷰에서 그는 그의 남동생이 밴드에 영구적인 구성원이 되진 않을 것이라고 했다. 2015년 6월 8일, 음반의 제목은 I Worship Chaos로 밝혀졌고 2015년 10월 2일에 뉴클리어 블래스트를 통해 발매되었다. 2016년 1월 19일, 밴드는 새 기타리스트로 다니엘 프레이버그(Daniel Freyberg)를 영입했다고 밝혔다. 그는 2월 9일에 열린 플로리다주의 탬파 공연에서 처음 모습을 드러냈다.

### Hexed (2017-2019)
2017년 9월 14일에 진행된 Noizr Zine과의 인터뷰에서 칠드런 오브 보덤의 키보디스트 얀네 위르만에게 같은 프로덕션 팀인 미코 카르밀라(Mikko Karmila)와 미카 유실라(Mika Jussila)와 함께 새 음반 작업을 시작할 것이냐는 질문이 들어오자, 그는, "내 생각에는 그럴 것 같다. 녹음 작업은 우리 창고에서 진행될 것이다." 2017년 11월, 베이시스트 헨카 세팔라가 다음 음반의 반 정도가 작곡되었다고 인터뷰에서 말했다. 그들은 2018년 3월에 새 음반 녹음 작업을 시작하여 2018년 말에 발매할 것이라고 밝혔다.

## 구성원
| 현재 구성원 - 알렉시 라이호 – 리드 보컬, 리드 기타 (1993–현재), 리듬 기타 (1993-1996, 2003, 2015–현재), 베이스 기타 (1993-1994, 1995–1996), 키보드 (1993-1996) - 야스카 라티카이넨 – 드럼, 퍼커션 (1993–현재), 키보드 (1993-1996) - 헨카 세팔라 – 베이스, 백 보컬 (1996–현재) - 얀네 위르만 – 키보드, 신디사이저, 백 보컬 (1997–현재) - 다니엘 프레이버그 – 리듬 기타, 리드 기타, 백 보컬 (2016–현재) | 전 구성원 - 사뮬리 미에티넨 – 베이스 기타, 백 보컬 (1993–1995) - 알렉산더 큐오팔라 – 리듬 기타, 백 보컬 (1995–2003) - 야니 피리스요키 – 키보드, 신디사이저, 백 보컬 (1995–1997) - 로페 라트발라 – 리듬 기타, 백 보컬 (2003–2015) 전 라이브 구성원 - 에르나 시카비르타 - 키보드, 신디사이저 (1998) - 킴벌리 고스 - 키보드, 신디사이저 (1998) - 안티 워먼 – 리듬 기타, 백 보컬 (2015) |

## 디스코그래피
스튜디오 음반
- Something Wild (1997)
- Hatebreeder (1999)
- Follow the Reaper (2000)
- Hate Crew Deathroll (2003)
- Are You Dead Yet? (2005)
- Blooddrunk (2008)
- Relentless Reckless Forever (2011)
- Halo of Blood (2013)
- I Worship Chaos (2015)
- Hexed (2019)